# ماريوس سوكه
ماريوس سوكه (بالرومانية: Marius Szőke)‏ مواليد 21 يناير 1993 في سفنتو جيورجي، هو لاعب كرة يد روماني يلعب كصانع لعب. يلعب حاليا مع ستاوا ألكسندريون بوخارست ويحمل الرقم 15. مثل منتخب رومانيا لكرة اليد.